# Іонічні острови
Іоні́чні острови (грец. Ιόνιων νησιών) — група островів в західній та південно-західній частині Греції. Свою назву острови отримали від однойменного моря, яке омиває береги островів в своїй східній частині. Площа понад 2,3 тисячі км².
Ці острови також часто звуть «Сімома островами» або Ептаніс, хоча окрім семи основних, тут існує велика кількість невеликих островів. До переліку основних островів належать (з півночі на південь):
- Керкіра, також відомий як Корфу
- Паксос
- Лефкада
- Ітака
- Кефалонія
- Закінф
- Кітера

## Географія
Острови складені головним чином вапняками і глинистими сланцями, розвинений карст. Пагорби і низькогір'я (висота до 1 628 м, на острові Кефалія), зручні бухти. Маквіс, ділянки дубових лісів. Національний парк Енос (на острові Кефалія). В долинах — вирощування винограду, цитрусових, маслинові рощі. Приморські кліматичні курорти. Розвинений туризм.
Основні міста: Керкіра, Аргостоліон.

## Виноградарство
Виноградарство на островах відоме понад 3 тисячоліття. Основні сорти винограду: Мускат, Мавродафні, Філерій; з них виробляється десертне вино Мавродахні і столові — Рабола, Вердеа та інші.